# マリオ・ルシオ・ドゥアルチ・コスタ
アラーニャ（Aranha）ことマリオ・ルシオ・ドゥアルチ・コスタ（ポルトガル語: Mario Lúcio Duarte Costa、1980年11月17日 - ）は、ブラジルの元サッカー選手。現役時代のポジションはGK。

## クラブ歴

### ポンチ・プレッタ
AAポンチ・プレッタの下部組織出身。ポルトガル語で蜘蛛を意味するアラーニャの通称は、黒蜘蛛と呼ばれたレフ・ヤシンに倣って下部組織時代の監督であるアイウトン・クストジオがつけた。トップチームに昇格後はアレシャンドレ・ネグリ、ラウロに次ぐ第3ゴールキーパーの立ち位置であった。前者が2004年に、後者が2006年にそれぞれ移籍したものの、2006年にジェアンが来たために正ゴールキーパーとはなれなかった。2007年にジェアンも移籍したために晴れて正ゴールキーパーとなった。しかし2月21日のヴィラ・ノヴァAC戦で顔に重傷を負い1ヶ月の離脱、その間にデニスにポジションを奪われ、再びベンチ生活となった。
2008年にカンピオナート・パウリスタで最優秀ゴールキーパーに選ばれると、他のクラブからも興味を持たれたがポンチ・プレッタに止まり、2008年12月19日に新たに3年契約を結んだ。

### アトレチコ・ミネイロ
2009年5月26日に予てから交渉していたアトレチコ・ミネイロに移籍。加入初年はレギュラーであったが、翌年はヘナン・ヒベイロにポジションを奪われ、12月17日に放出された。

### サントス
放出4日後にサントスFCに加入。当初はラファエウ・カブラウの控えであったが、2013年末まで契約を延長した。
2013年7月にラファエウ・ガブラウが移籍すると正ゴールキーパーになった。パフォーマンスも良かったため8月31日に新たに2年の契約延長をした。
2015年1月13日に給与未払いで他のメンバーとともにサントスを訴えた。8日後にサントス側と2つの解決策を提示してきたが、裁判所側の策を待つ事とした。その後クラブへの訴訟を取り下げた。

### パルメイラス
2015年2月2日に単年契約でSEパルメイラスに移籍、ここではフェルナンド・プラスの控えであった。4月9日のカンピオナート・パウリスタ・イトゥアーノFC戦のみの出場に止まり、年末に契約満了で退団した。

### ジョインヴィレ以降
2016年6月に35歳でカンピオナート・ブラジレイロ・セリエBのジョインヴィレECに移籍。しかし8月9日に古巣のポンチ・プレッタに再加入した。
2018年にアヴァイFCに移籍。

## 差別
2014年8月28日に行われたコパ・ド・ブラジルラウンド16のグレミオFBPA戦でグレミオのサポーターからmacaco（猿）と野次られた。更に猿の鳴き声で煽られた。グレミオFBPAは後にこの行動を人種差別であると認め、この行動を取ったサポーターの特定に努める事を約束した。この出来事によって第2試合はスポーツ裁判所の裁定待ちとなり延期、最終的に9月3日にグレミオに欠格処分が下された。
2015年1月21日に彼は小規模であったがまたしても人種差別の被害に遭った。この時はfacebookのグループ上でサントスのサポーターから誹謗中傷を受けた。加害者はグループから除外された。

## タイトル

### クラブ
サントス
- カンピオナート・パウリスタ: 2011, 2012
- コパ・リベルタドーレス: 2011
- レコパ・スダメリカーナ: 2012

パルメイラス
- コパ・ド・ブラジル: 2015

### 個人
- カンピオナート・パウリスタベストイレブン: 2017[20]